# Oz (producer)
Ozan Yildirim (Zürich, 1992. január 11. –), művésznevén Oz (stilizálva: OZ), svájci-török producer és dalszerző. Sok ismert előadóval dolgozott együtt, mint Drake, Shindy és Travis Scott, leginkább ismert a Billboard Hot 100-listavezető Highest in the Room, Life Is Good és Sicko Mode dalokon végzett munkájáért. Jelölték a Legjobb rapdal kategóriában a Grammy-díjra a Sicko Mode és a Gold Roses kislemezekért. Ő volt Drake Toosie Slide slágerének egyedüli producere.

## Produceri diszkográfia

### Slágerlistán szereplő dalok
| Cím (eredeti előadó)                                                            | Év   | Slágerlista | Slágerlista | Slágerlista | Slágerlista | Slágerlista | Slágerlista | Slágerlista | Album                                 |
| Cím (eredeti előadó)                                                            | Év   | US          | US R&B/HH   | AUS         | CAN         | IRE         | NZ          | UK          | Album                                 |
| ------------------------------------------------------------------------------- | ---- | ----------- | ----------- | ----------- | ----------- | ----------- | ----------- | ----------- | ------------------------------------- |
| How Many Times (DJ Khaled; Chris Brown, Lil Wayne és Big Sean közreműkdöésével) | 2015 | 68          | 23          | —           | —           | —           | —           | —           | I Changed a Lot                       |
| Random (G-Eazy)                                                                 | 2015 | 94          | 31          | —           | —           | —           | —           | —           | When It’s Dark Out                    |
| U With Me? (Drake)                                                              | 2016 | 44          | 20          | —           | 47          | —           | —           | 72          | Views                                 |
| Offended (Meek Mill; 21 Savage és Young Thug közreműködésével)                  | 2016 | 70          | 29          | —           | 100         | —           | —           | —           | DC4                                   |
| Saved (Khalid)                                                                  | 2017 | —           | —           | 92          | —           | —           | —           | —           | American Teen                         |
| Dubai Shit (Huncho Jack; Offset közreműködésével)                               | 2017 | 83          | 35          | —           | 63          | —           | —           | —           | Huncho Jack, Jack Huncho              |
| Contra (Logic)                                                                  | 2018 | 60          | 28          | —           | 71          | —           | —           | 84          | Bobby Tarantino II                    |
| Champion (Nav; Travis Scott közreműködésével)                                   | 2018 | 86          | 43          | —           | 47          | —           | —           | —           | Reckless                              |
| Sicko Mode (Travis Scott; Drake közreműködésével)                               | 2018 | 1           | 1           | 6           | 3           | 11          | 7           | 9           | Astroworld                            |
| Love Scars 3 (Trippie Redd)                                                     | 2018 | 73          | 37          | —           | —           | —           | —           | —           | A Love Letter to You 3                |
| 1400 / 999 Freestyle (Trippie Redd; Juice Wrld közreműködésével)                | 2018 | 55          | 24          | —           | 76          | —           | —           | —           | A Love Letter to You 3                |
| Freaky (Tory Lanez)                                                             | 2019 | —           | —           | —           | 41          | —           | —           | 94          | Love Me Now? Reloaded                 |
| 24/7 (Meek Mill; Ella Mai közreműködésével)                                     | 2019 | 54          | 25          | —           | —           | —           | —           | 66          | Championships                         |
| Omertà (Drake)                                                                  | 2019 | 35          | 14          | 69          | 8           | 44          | —           | 33          | The Best in the World Pack            |
| Gold Roses (Rick Ross, Drake közreműködésével)                                  | 2019 | 39          | 16          | 91          | 33          | 76          | —           | 42          | Port of Miami 2                       |
| Peta (Roddy Ricch; Meek Mill közreműködésével)                                  | 2019 | 72          | 31          | —           | 72          | —           | —           | —           | Please Excuse Me for Being Antisocial |
| Highest in the Room (Travis Scott)                                              | 2019 | 1           | 1           | 3           | 1           | 3           | 2           | 2           | JackBoys                              |
| Life Is Good (Future; Drake közreműködésével)                                   | 2020 | 2           | 2           | 11          | 3           | 5           | 13          | 3           | High Off Life                         |
| Toosie Slide (Drake)                                                            | 2020 | 1           | 1           | 3           | 2           | 1           | 1           | 1           | Dark Lane Demo Tapes                  |
| Time Flies (Drake)                                                              | 2020 | 30          | 17          | —           | 22          | —           | —           | —           | Dark Lane Demo Tapes                  |
| Losses (Drake)                                                                  | 2020 | 51          | 26          | —           | 49          | —           | —           | —           | Dark Lane Demo Tapes                  |
| Greece (DJ Khaled; Drake közreműködésével)                                      | 2020 | 8           | 6           | 35          | 3           | 21          | —           | 8           | Khaled Khaled                         |
| Popstar (DJ Khaled; Drake közreműködésével)                                     | 2020 | 3           | 3           | 10          | 1           | 14          | 17          | 11          | Khaled Khaled                         |
| Girls Want Girls (Drake; Lil Baby közreműködésével)                             | 2021 | 2           | 2           | 2           | 8           | 3           | 11          | 2           | Certified Lover Boy                   |

## Dalok, melyeken producerként van megjelölve

### 2014
- Fabolous – Ball Drop (French Montana közreműködésével), a The Young OG Project albumról (további producerek: The MeKanics)
- Travis Scott – Backyard, a Days Before Rodeo albumról (további producerek: Syk Sense)
- The Game – Really (Yo Gotti, 2 Chainz, Soulja Boy és T.I. közreműködésével), a Blood Moon: Year of the Wolf albumról (további producerek: The MeKanics)
- Summer Cem – Nike Airs, a HAK albumról

### 2015
- DJ Khaled – How Many Times, az I Changed a Lot albumról
- Meek Mill – Been That (Rick Ross közreműködésével), és Cold Hearted (Puff Daddy közreműködésével) a Dreams Worth More Than Money albumról
- G-Eazy – Random, a When It’s Dark Out albumról
- Chinx – Hey Fool (Nipsey Hussle és Zack közreműködésével) a Welcome to JFK albumról
- Logic – I Am the Greatest, a The Incredible True Story albumról
- Jeremih – Giv No Fuks (a Migos közreműködésével) a Late Nights: The Album albumról

### 2016
- Drake – U With Me?, a Views albumról
- Ali Bumaye – Best Friends (Bushido közreműködésével) és Missgestalten, a Rumble in the Jungle albumról
- Meek Mill – Offended (Young Thug és 21 Savage közreműködésével) és Outro (Lil Snupe és French Montana közreműködésével), a DC4 albumról
- Dreezy – See What You On, a No Hard Feelings albumról
- Travis Scott – the ends és outside, a Birds in the Trap Sing McKnight albumról
- Shindy – Dreams (teljes album)
- Gucci Mane – Drove U Crazy (Bryson Tiller közreműködésével), a The Return of East Atlanta Santa albumról
- 6lack – Rules, a Free 6lack albumról

### 2017
- Khalid – Saved, Let’s Go, és Keep Me az American Teen albumról
- Travis Scott és Quavo / Huncho Jack – Dubai Shit (Offset közreműködésével) a Huncho Jack, Jack Huncho albumról
- Bushido – Moonwalk, a Black Friday albumról
- DRAM – I Had a Dream, Crumbs (Playboi Carti közreműködésével), és Eyeyieyie a Big Baby DRAM albumról
- G-Eazy – Shake It Up (24hrs, MadeinTYO és E-40 közreműködésével)

### 2018
- Nav – Champions (Travis Scott közreműködésével), a Reckless albumról (további producerek: Foreign Teck)
- Logic – Contra (további producerek: Nico Chiara és BLWYRMND) és Wizard of OZ (további producerek: 6ix), a Bobby Tarantino 2 albumról
- Trippie Redd – UKA UKA, BANG!, Shake It Up, Gore és Missing My Idols, a Life’s a Trip albumról
- 6lack – Cutting Ties
- Smokepurpp & Murda Beatz – Big Dope a Bless Yo Trap albumról (további producerek: Murda Beatz)
- RIN – Avirex, Burberry/SuperParisLight, Oldboy, XTC és Outro (on Planet Megatron)
- Lil Baby – Bank (Moneybagg Yo közreműködésével) a Harder Than Ever albumról (további producerek: Turbo)
- Travis Scott – Sicko Mode az Astroworld albumról (további producerek: Cubeatz, MD)
- Tory Lanez – FeRRis WhEEL (Trippie Redd közreműködésével) a Love Me Now? albumról (további producerek: Dez Wright)
- Trippie Redd – Can’t Love, Love Scars 3, A.L.L.T.Y. 3 (Baby Goth közreműködésével), Emani Interlude (Emani22 közreműködésével), Wicked, Loyalty Before Royalty és 1400 / 999 Freestyle (Juice WRLD közreműködésével), a A Love Letter to You 3 albumról
- Meek Mill – 24/7 (Ella Mai közreműködésével) a Championships albumról (további producerek: EY, Austin Powerz és Pro Logic)

### 2019
- Shindy – DODI
- Zacari – Midas Touch (további producerek: Teddy Walton és Syk Sense)
- Tory Lanez – Freaky (további producerek: Nil$)
- Shindy – Drama (teljes album)
- Nav – To My Grave, a Bad Habits albumról (további producerek: Pro Logic)
- Drake – Omertà, a The Best in the World Pack albumról (további producerek: Deats & EY)[7]
- Dreamville – Got Me (Ari Lennox, Omen, Ty Dolla Sign és Dreezy közreműködésével) a Revenge of the Dreamers III albumról (további producerek: Deputy és MD)
- Rick Ross – Gold Roses (Drake közreműködésével) a Port of Miami 2 albumról (további producerek: Vinylz, Syk Sense és The Rascals)
- Trippie Redd — Throw It Away, Be Yourself és Lil Wayne, a ! albumról
- Travis Scott – Highest in the Room (további producerek: Nik D és Mike Dean)
- Young M.A. – Bipolar (további producerek: Syk Sense)
- Killumantii – Kill Em (további producerek: Don Cannon)
- Tinashe – Story of Us, a Songs for You albumról

### 2020
- Future – Life Is Good (további producerek: D. Hill és Ambezza)[8]
- Drake – Toosie Slide, a Dark Lane Demo Tapes albumról[8]
- Shindy – What’s Luv és Sony Pictures
- UFO361 – Bad Girls, Good Vibes
- Drake – Time Flies, a Dark Lane Demo Tapes albumról
- Drake – Losses, a Dark Lane Demo Tapes albumról (további producerek: Sevn Thomas, Foreign Teck és Elyas)
- DJ Khaled – Greece (Drake közreműködésével), a Khaled Khaled albumról (további producerek: Tiggi és DJ Khaled)
- DJ Khaled – Popstar (Drake közreműködésével), a Khaled Khaled albumról (további producerek: DAVID x ELI)
- Gunna – Relentless (Lil Uzi Vert közreműködésével), a Wunna (Deluxe) albumról (további producerek: Wheezy és Nik D)

### 2021
- Migos – Handle My Business, a Culture III albumról
- 21 Savage – You Ain't Hard, a Spiral: From The Book Of Saw Soundtrack albumról
- PARTYNEXTDOOR – Peace Of Mind, a Colours albumról
- Tory Lanez – Lady of Neptune, a Playboy albumról